# Katakomben in Wien
In Wien gibt es eine Reihe von Katakomben. Dieser Artikel soll einen Überblick über die im unterirdischen Wien gelegenen ausgedehnten Begräbnisstätten geben.

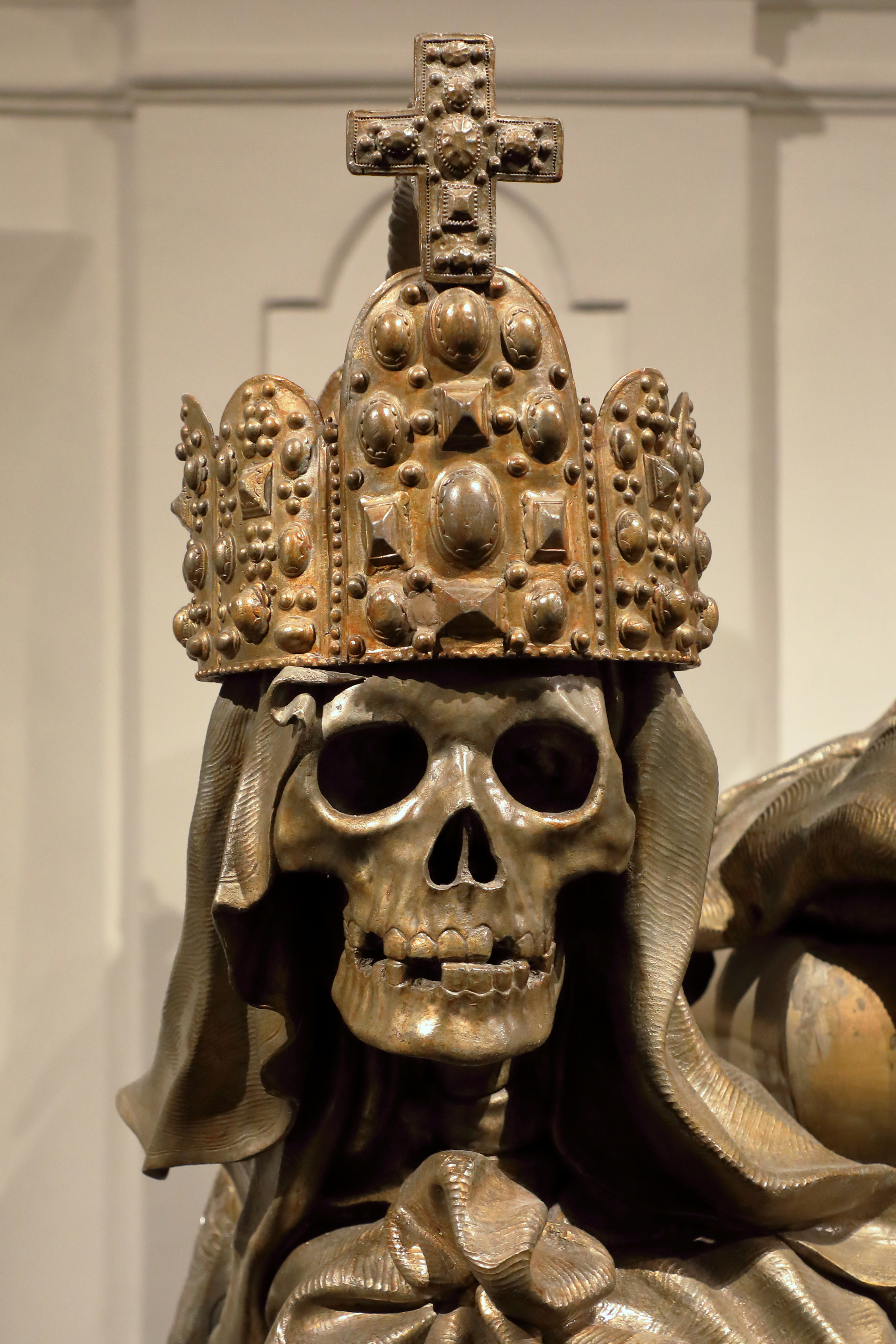
Die mit der Reichskrone bekrönte Schädelskulptur auf dem Sarkophag von Kaiser Karl VI. in der Kaisergruft

## Katakomben unter dem Stephansdom
In den Katakomben unter beziehungsweise unterirdisch rund um den Stephansdom wurden bis 1783 mehr als 10.000 Leichname bestattet.

## Kaisergruft
Das auch als Kapuzinergruft bekannte Gewölbe wurde 1617 durch Kaiserin Anna gestiftet. In der Gruft sind 147 Leichname bestattet, welche hauptsächlich der Familie Habsburg angehörten, sowie 4 Herzurnen untergebracht. Die letzte Bestattung, die es dort gab, war die von Yolande de Ligne, der Ehefrau von Carl Ludwig Habsburg-Lothringen am 7. Oktober 2023.

## Michaelergruft
In der Michaelergruft, der Gruft unter und rund um die Michaelerkirche, wurden von der ersten nachgewiesenen Bestattung 1350 bis 1784 etwa 4000 Leichname beigelegt.